# Codex Turicensis
Codex Turicensis (oznaczany siglum T) – purpurowy kodeks Septuaginty pisany majuskułą, zawierający Psalmy i Ody. Pochodzi z VII wieku n.e. Pierwotnie zawierał 288 kart, z których zachowało się 233. Przechowywany jest w Zentralbibliothek w Zurychu (RP 1 również C 84). Nazwa kodeksu pochodzi od łacińskiej nazwy Zurychu. Na liście rękopisów Septuaginty według klasyfikacji Alfreda Rahlfsa oznaczony symbolem T.

## Opis
Obecnie tekst kodeksu zaczyna się od 26 karty i zawiera luki, co wiąże się z utratą części jego treści. Brakuje Psalmów 30:2-36:20, 41:6-43:3, 58:24-lix. 3, lix. 9-10, 13-60:1, 62:12-71:4, 92:3-93:7, 94:12-97:8. Pierwsze pięć Od i część Ody szóstej także zaginęło. Pozostały Jonasza 2:6-10 (koniec Ody szóstej), Magnificat, Izajasza 38:10-20, Modlitwa Manassesa, Daniela 3:23-25, Benedictus, Nunc dimittis.
Podobnie jak inny kodeks Septuaginty, Codex Veronensis, jest manuskryptem zachodniego pochodzenia. Był przeznaczony do użytku w Kościele Zachodnim, jak to wynika z dostosowania go do łacińskiej (galicyjskiej) wersji, co zostało zaznaczone na marginesie przez wczesnego redaktora, a także z liturgicznego podziału psałterza. Pierwowzorem był jednak Psałterz napisany do użytku w Kościele Wschodnim, co wynika ze znajdujących się w manuskrypcie sporadycznych śladów greckich znaków interpunkcyjnych (στάσεις).
Litery są napisane w kolorze srebrnym, złotym lub cynobrowym, odpowiednio do partii tekstu, pozycji, pierwszych liter Psalmów lub marginalnych not łacińskich. Konstantin Tischendorf, który opublikował tekst w czwartym tomie Nova Collectio, str. 1-209 (1869), datował rękopis na VII wiek n.e.
Tekst kodeksu Turicensis zgadza się ogólnie z Kodeksem Aleksandryjskim (A) oraz przede wszystkim z Kodeksem Synajskim (S).